# Fábio de Jesus
Fábio de Jesus (Nova Iguaçu, 16 oktober 1976), ook wel kortweg Fabinho genoemd, is een voormalig Braziliaans voetballer.

## Carrière
Fabinho speelde tussen 1994 en 2009 voor Bonsucesso, Ponte Preta, Gamba Osaka, Flamengo, Shimizu S-Pulse, Santos, Internacional en Fluminense.